# Resolució 1609 del Consell de Seguretat de les Nacions Unides
La Resolució 1609 del Consell de Seguretat de les Nacions Unides fou adoptada per unanimitat el 24 de juny de 2005. Després de recordar les resolucions anteriors sobre la situació a Costa d'Ivori, el Consell va prorrogar el mandat de l'Operació de les Nacions Unides a Costa d'Ivori (UNOCI) i el suport de les forces franceses durant set mesos fins al 24 de gener de 2006.

## Resolució

### Observacions
El Consell de Seguretat va reafirmar el seu suport a l'acord de Linas-Marcoussis i la seva plena aplicació. Va encomiar a la Unió Africana, la Comunitat Econòmica dels Estats de l'Àfrica Occidental (ECOWAS) i les forces franceses pels seus esforços en promoure una solució pacífica a Costa d'Ivori, però va assenyalar els reptes existents a l'estabilitat del país i la seva amenaça a la pau i la seguretat internacionals a la regió, especialment en els esdeveniments a l'oest del país.
El Consell també va examinar un informe sobre operacions transfrontereres entre la Missió de les Nacions Unides a Sierra Leone (UNAMSIL), la Missió de les Nacions Unides a Libèria (UNMIL) i la UNOCI.

### Actes
Actuant sota el Capítol VII de la Carta de les Nacions Unides, el Consell va ampliar el mandat de la UNOCI i va donar suport a les forces franceses durant set mesos. La UNOCI va rebre tasques en els àmbits següents:
- Seguiment de la cessació d'hostilitats i moviments de grups armats;
- Desarmament, desmobilització, integració social, repatriació i reassentament d'excombatents
- Desarmament i desmantellament de milícies;
- Protecció del personal, les institucions i els civils de les Nacions Unides;
- Seguiment de l'embargament d'armes imposat a la Resolució 1572 (2004);
- Suport a l'ajuda humanitària;
- Suport per a la redistribució de l'administració de l'Estat;
- Suport a l'organització d' eleccions obertes, lliures, justes i transparents;
- Assistència en matèria de drets humans, informació pública i llei i ordre.

La força de la UNOCI es va incrementar en 850 militars i 725 policies. A més, es va autoritzar al Secretari General a aplicar les mesures contingudes en el seu informe sobre cooperació entre missions i possibles operacions transfrontereres. La resolució va detallar els acords per a la redistribució de tropes entre les tres operacions de manteniment de la pau.
Finalment, el Consell va autoritzar el suport a les forces franceses per utilitzar els mitjans necessaris per donar suport a la UNOCI.